# Cinetoagnosia
Cinetoagnosia, también llamada agnosia de movimiento, es la Inhabilidad de reconocer el movimiento de un objeto. La cinetoagnosia puede ocurrir por lesiones bilaterales del área medial de la corteza temporal, la cual se manifiesta por una incapacidad para percibir el movimiento de los objetos o su desplazamiento de manera continua. El paciente no vería un carro moviéndose, sino por ejemplo, un carro detenido en la esquina, luego detenido frente a él y luego detenido en la otra esquina, una secuencia interrumpida, sin continuidad.